# Amelie Lux

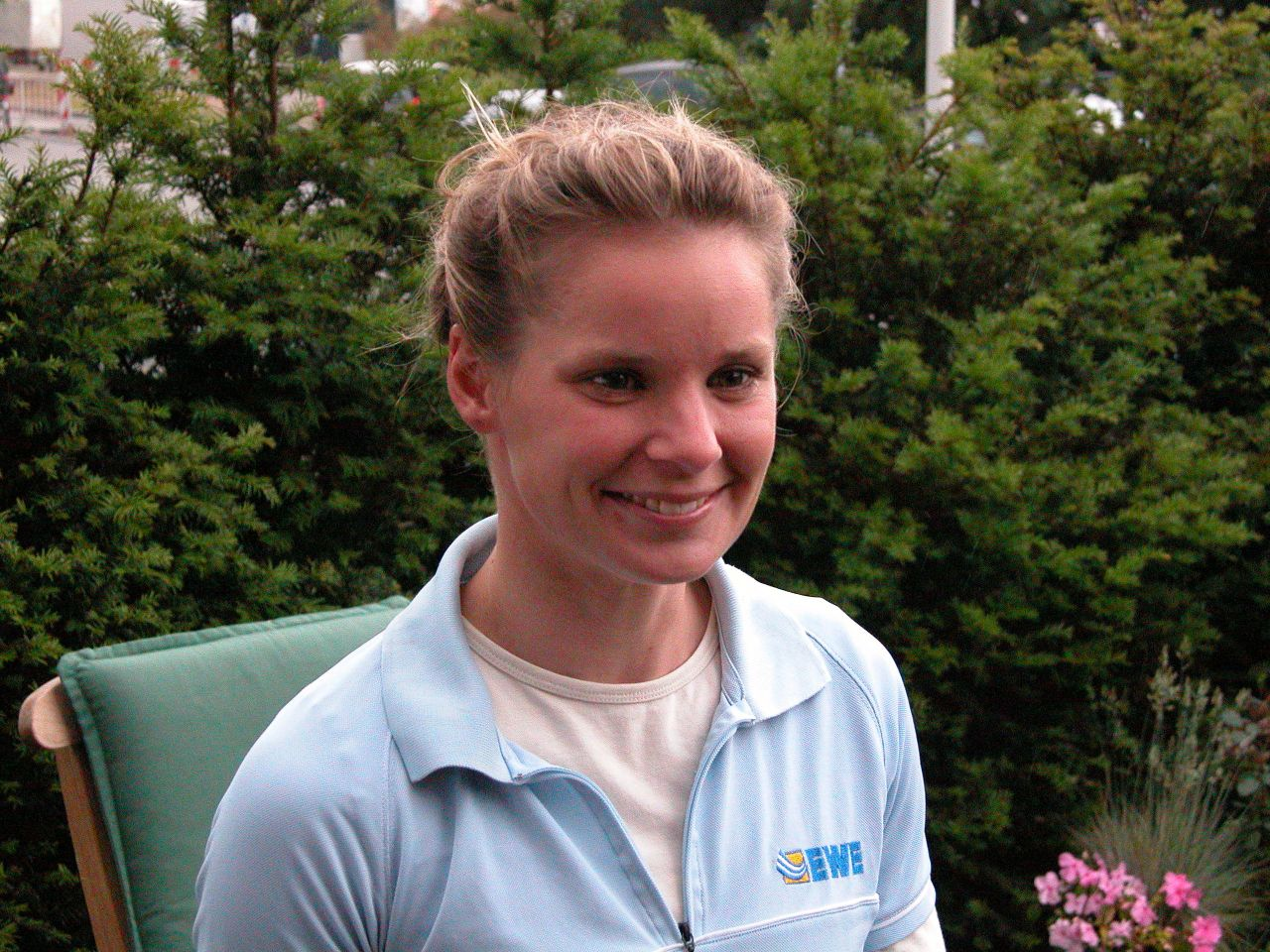
Amelie Lux bei der Vorstellung der Olympiakandidaten im Juni 2004 in Kiel

Amelie Lux (* 5. April 1977 in Oldenburg (Oldb)) ist eine ehemalige deutsche Windsurferin.
Die Windsurferin unterbrach 2006 ihre Karriere. Das Leichtgewicht unter den Surfern, 1,63 m bei 51 kg, hat sich ganz auf ihre Ausbildung zur Physiotherapeutin konzentriert und 2009 ein Comeback gestartet.

## Erfolge
- mehrfache Deutsche Meisterin in der Mistral- und Raceboardklasse
- Jugend-Weltmeisterin 1994 und 1995
- Juniorsportlerin des Jahres 1995
- 2 Siege bei Eurolympregatten in Südfrankreich 2000
- Silbermedaille bei den Olympischen Sommerspielen 2000 in Sydney
- 1. Platz in der Eurolymp-Rangliste 2000
- 2. Platz in der Weltrangliste 2001 und 2003
- 1. Platz Eurolymp Sailing Week of Athens 2001
- 3. Platz beim SPA-Worldcup 2004
- 7. Platz bei den Olympischen Sommerspielen 2004 in Athen
- 13. Platz beim Weltcup in Hyeres/Frankreich April 2009

Für den Gewinn der Silbermedaille bei den Olympischen Spielen in Sydney erhielt sie – zusammen mit allen deutschen Medaillengewinnern – das Silberne Lorbeerblatt.
Nach der Kieler Woche 2010 legte Amelie Lux wegen ihrer Schwangerschaft eine weitere Segelpause ein.
| Personendaten    | Personendaten         |
| ---------------- | --------------------- |
| NAME             | Lux, Amelie           |
| KURZBESCHREIBUNG | deutsche Windsurferin |
| GEBURTSDATUM     | 5. April 1977         |
| GEBURTSORT       | Oldenburg (Oldb)      |